# Шмидт, Дэниел
Дэниел Шмидт (англ. Daniel Schmidt, яп. シュミット・ダニエル; 3 февраля 1992, Спрингфилд, Иллинойс, США) — японский футболист, вратарь клуба «Нагоя Грампус» и сборной Японии.

## Ранние годы
Родился 3 февраля 1992 года в США, его отец — американец немецкого происхождения, а мать — японка. В возрасте двух лет переехал с семьёй в японский город Сэндай. Обучался в Токио, в Университет Тюо, где играл за университетскую футбольную команду.

## Клубная карьера
Помимо выступлений за университетскую команду несколько лет находился в клубе Джей-лиги «Кавасаки Фронтале» в качестве особого назначенного игрока, но за основной состав не провёл ни одного матча. 
В 2014 году подписал профессиональный контракт с клубом Джей-лиги «Вегалта Сэндай», первые несколько лет выступал на правах аренды выступал за клубы второго дивизиона, в 2014 и в 2015 году — за «Роассо Кумамото», а в 2016 году — за «Мацумото Ямага». В высшей лиге Японии дебютировал 16 апреля 2017 года, отыграв весь матч против «Касима Антлерс», но дебют сложился неудачно и его команда уступила со счётом 4:1.

## Международная карьера
В сборную Японии был впервые вызван в августе 2018 года, но на поле не вышел. Дебютировал за национальную команду в товарищеском матче со сборной Венесуэлы 16 ноября того же года, матч завершился со счётом 1:1. В декабре вошёл в окончательную заявку сборной Японии для участия в Кубке Азии 2019. На турнире сыграл один матч, в третьем туре группового этапа против сборной Узбекистана (2:1).
Был включён в состав сборной на чемпионат мира 2022 в Катаре.